# Savina Dellicour
Savina Dellicour is een Belgische filmregisseuse en scenarioschrijfster.

## Biografie
Savina Dellicour volgde vanaf 17-jarige leeftijd de opleiding "regie" aan het Institut des arts de diffusion in Louvain-la-Neuve. Vervolgens schreef ze zich in op de National Film and Television School (NFTS) in Londen met Stephen Frears als mentor. Haar afstudeerfilm Ready werd genomineerd als beste buitenlandse film bij de student-Oscars. Haar volgende korte film Strange Little Girls werd geselecteerd op een dertigtal internationale filmfestivals en won verscheidene prijzen, waaronder de Venice Award op het Singapore Short Film Festival. Dellicour vestigde zich in Londen waar ze tien afleveringen van de televisieserie Hollyoaks regisseerde alvorens naar Brussel te verhuizen. Haar debuutfilm Tous les chats sont gris uit 2015 werd genomineerd voor acht Magritte-prijzen, waaronder beste film, beste regie en beste debuutfilm.

## Filmografie
- 2022: Pandore (televisieserie)
- 2015: Tous les chats sont gris
- 2006: Guilty Hearts (televisieserie)
- 2004: Strange Little Girls (kortfilm)
- 2002: Ready (kortfilm)

## Prijzen en nominaties
De belangrijkste:
| Jaar | Prijs    | Categorie        | Film                     | Uitslag     |
| ---- | -------- | ---------------- | ------------------------ | ----------- |
| 2016 | Magritte | Beste debuutfilm | Tous les chats sont gris | Gewonnen    |
| 2016 | Magritte | Beste film       | Tous les chats sont gris | Genomineerd |
| 2016 | Magritte | Beste regisseur  | Tous les chats sont gris | Genomineerd |